# James Duval
James Duval (n. 10 de septiembre de 1972) es un actor estadounidense, famoso por su participación en la trilogía de películas de Gregg Araki Totally Fucked Up, The Doom Generation, y Nowhere, además de por sus papeles de Frank en Donnie Darko, de Miguel en Independence Day y de Singh en Go. 
Ganó el premio de American Indian Film Festival por mejor en su filme del 2001 The Doe Boy. También Wine Country Film Festival como mejor actor en el mismo filme.

## Biografía
Duval nació en Detroit, Míchigan. Se mudó a Los Ángeles, California en 1974. Fue a la Escuela Superior de Gladstone, en Covina, California, de 1986 a 1989, además de asistir a la Escuela Superior de Mira Coasta High School, en Manhattan Beach, y Fair Valley, también en Covina. Aunque recibió instrucción como pianista clásico durante su niñez, en algún momento, prefirió la guitarra. Duval es de origen étnico mixto (su madre, natural de Saigón, es de origen vietnamita-francés, mientras que su padre es de ascendencia irlandesa, nativa norteamericana y francesa). Duval es un asiduo practicante de hatha yoga, y ofrece clases de yoga en el estudio Earth's Power Yoga, en Los Angeles, California.

## Carrera profesional
James Duval ha actuado en varias películas independientes, incluyendo el thriller psicológico de 2009 The Black Waters of Echo's Pond y el thriller de crimen y suspenso Noirland, dirigido por Ramzi Abed.
Duval toca guitarra, piano y canta en la banda llamada Gene Wilder (así nombrada en honor al actor del mismo nombre), junto a sus amigos y también actores Brian McGuire y Brett Roberts. Anteriormente tocó en la agrupación Antoneus Maximus & The Nuthouze Band. Su primera grabación en 2004 incluyó participaciones de otros artistas de la talla de  Apl.de.Ap, DjMotiv8 y Dante Santiago de los Black Eyed Peas, así como de Kid (Chris), de Kid 'n' Play.

## Filmografía
- An Ambush of Ghosts (1993) — Estudiante #1
- Totally Fucked Up (1993) — Andy
- Mod Fuck Explosion (1994) — Smack
- The Doom Generation (1995) — Jordan White
- Independence Day (1996) — Miguel Casse
- A River Made to Drown In (1997) — Jaime
- Nowhere (1997) — Dark Smith
- Wild Horses (1998) — Jimmy
- Stamp and Deliver (1998)
- The Clown at Midnight (1998) — George Reese
- Alexandria Hotel (1998) — Romero
- How to Make the Cruelest Month (1998) — Westy
- SLC Punk! (1998) (como Jimmy Duval) — John the Mod
- Go (1999) — Singh
- The Weekend (1999) — Robert
- This Is How the World Ends (2000) (TV) — Blue
- Gone in 60 Seconds (2000) — Freb
- Amerikana (2001) — Chris
- Donnie Darko (2001) — Frank the Bunny
- The Doe Boy (2001) — Hunter Kirk
- The Tag (2001) — Viggs
- A Galaxy Far, Far Away (2001) — Él mismo
- Comic Book Villains (2002) — Baz
- May (2002) — Blank
- Scumrock (2002) — Drew
- Pledge of Allegiance (2003) — Ray
- Window Theory (2004) — Dave Kordelewski
- Frog-g-g! (2004) — Freb
- Open House (2004) — Joel Rodman
- Venice Underground (2005) — Lucious Jackson
- Chasing Ghosts (2005) — Dmitri Parramatti
- Standing Still (2005) — Stoner Steve
- The Iron Man  (2006) — Abogado #2
- Mad Cowgirl (2006) — Thierry
- Roman (2006) — Goth Dude (escenas eliminadas)
- Pancho and Lefty (2006) — Lefty
- Kush (2007) — Cyrus
- Numb (2007) — Caleb
- The Pacific and Eddy (2007) — Noel
- Luck of the Draw (2007) — Grady
- The Art of Travel (2008) — Taylor 'One Ball'
- Pox (2008) — Él mismo
- Toxic (2008) — Brad
- Cornered! (2008) — Jimmy
- Evilution (2008) — Asia Mark
- Thirsty (2009) (voz) — Anunciante de bebida
- 2 Dudes and a Dream (2009) — Phil
- Penance (2009)  — Guy
- The Black Waters of Echo's Pond (2009) — Rick
- Now Here (2010) — Luis Ortiz
- Not Another Not Another Movie (2010) — Miguel
- Everything Will Happen Before You Die (2010) — Paynie
- Caller ID (2010) — Miles
- Closing Time (2010) — Jimmy
- Noirland (2010) — Tiberius Malloy
- Kaboom (2010)
- Naked Angel (2011) — Andreas
- Touchback (2012) — Rodríguez
- Look at Me (2012) — Frank
- El regreso de Hércules (2014) — Horace
- The Sparrows: Nesting (2015) — Hector Sanchez
- Spreading Darkness (2017) — Mark Minscourri
- I, Challenger (2022) — Sid
- Without Ward (2022) — Helmholtz W. Gault